# Ange Mercie Jean Baptiste
Ange Mercie Jean Baptiste (24 september 1984) is een Haïtiaans judoka. In juni 2008 won ze goud op de Caraïbische Kampioenschappen in Santo Domingo, in de categorie tot 57 kg.
Ze vertegenwoordigde haar land tijdens de  Olympische Spelen van 2008 in Peking. Ook daar kwam ze uit in de klasse tot 57 kg. In de 32e finale werd ze uitgeschakeld door de Cubaanse Yurisleydis Lupetey met een waza-ari.
Tijdens de wedstrijd op de Olympische Spelen viel er een druppel bloed van haar voorhoofd. Hiervan is een foto gemaakt door de Chinese Xiaoling Wu van het persagentschap Xinhua. Deze foto heeft de eerste prijs in de World Press Photo 2009 gewonnen, in de categorie Sports Features: singles.  